# Palplanche

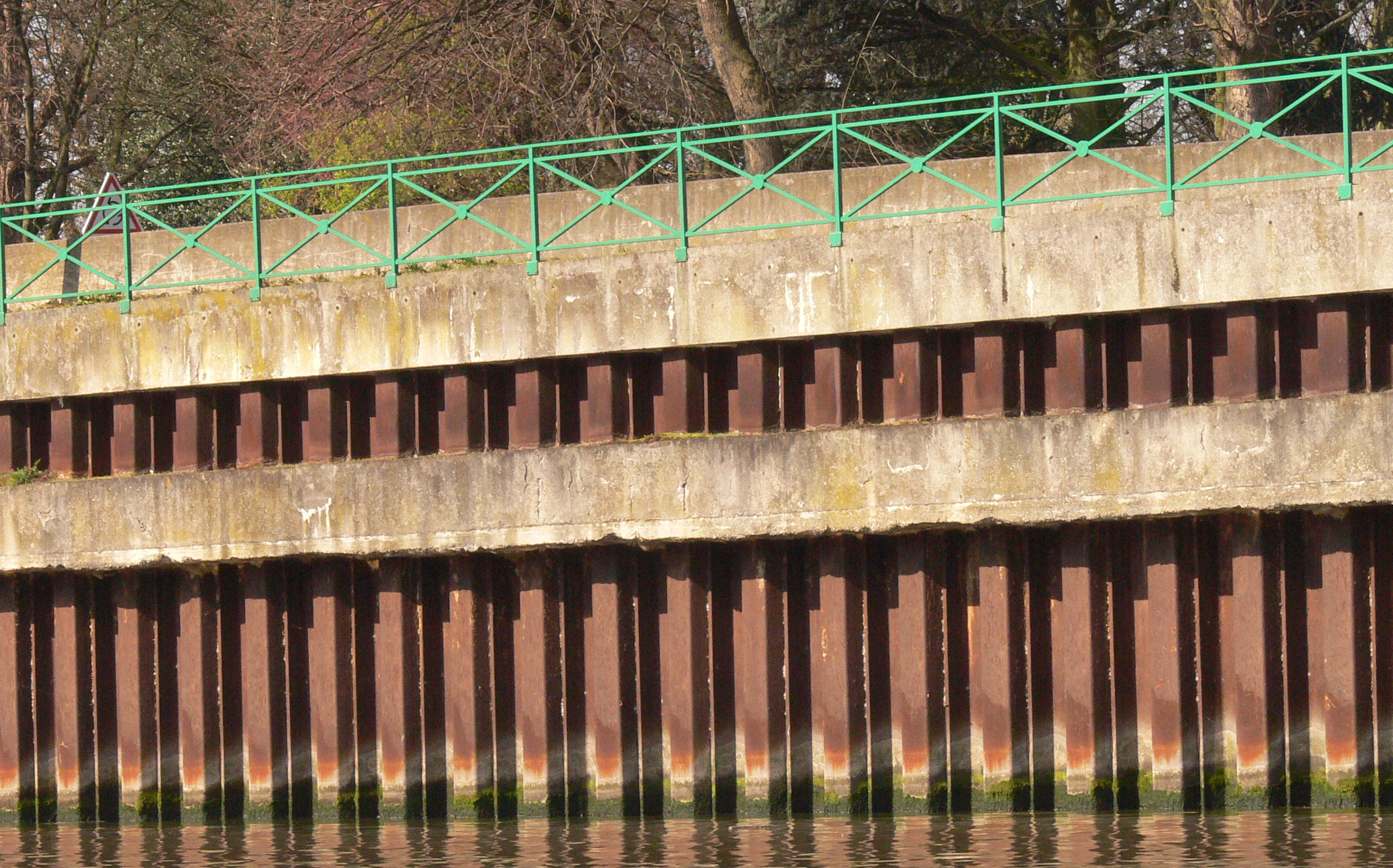
Berges en palplanches sur la Deûle à Lambersart (Nord de la France).

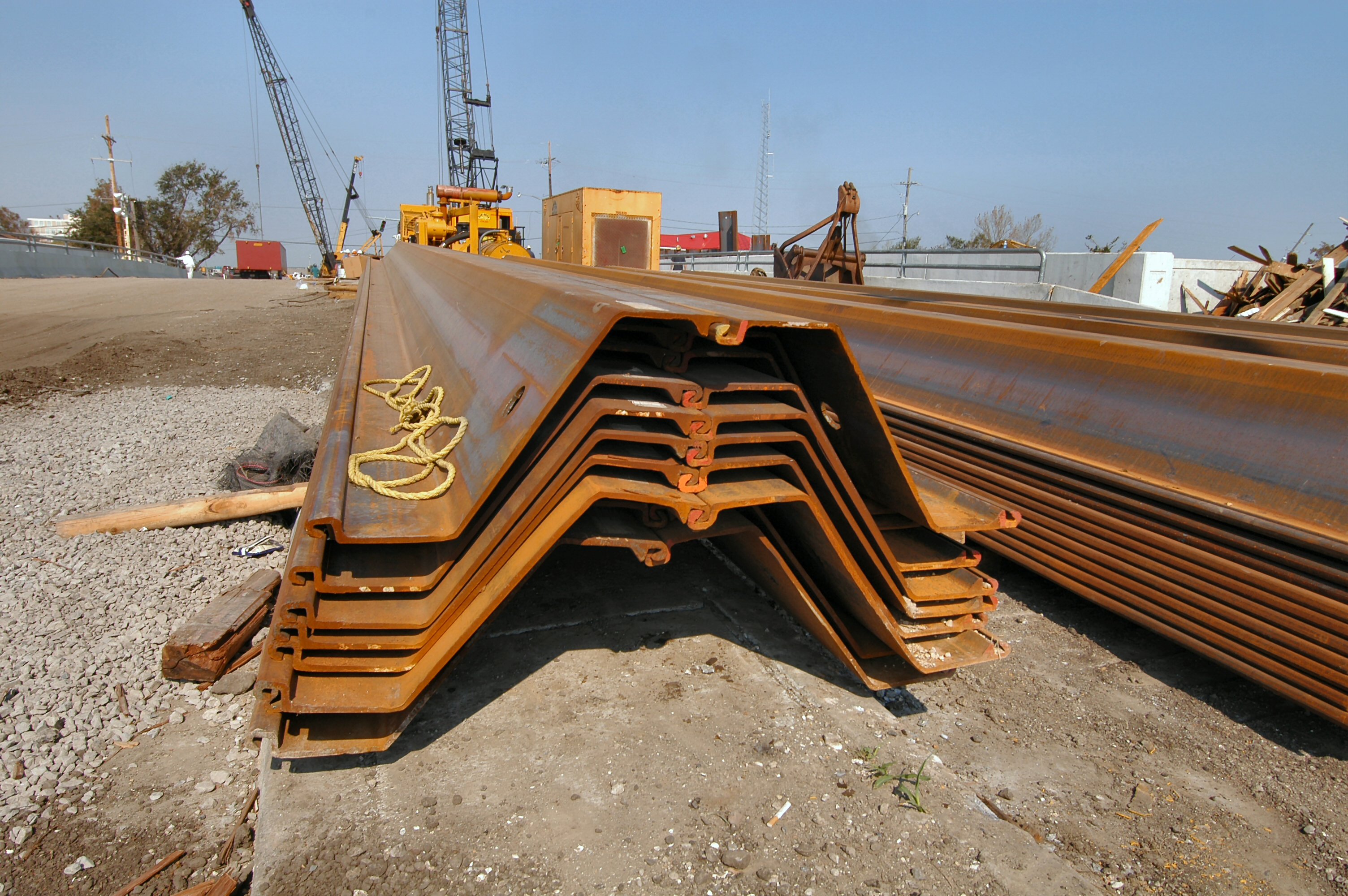
Palplanches empilées avant battage.

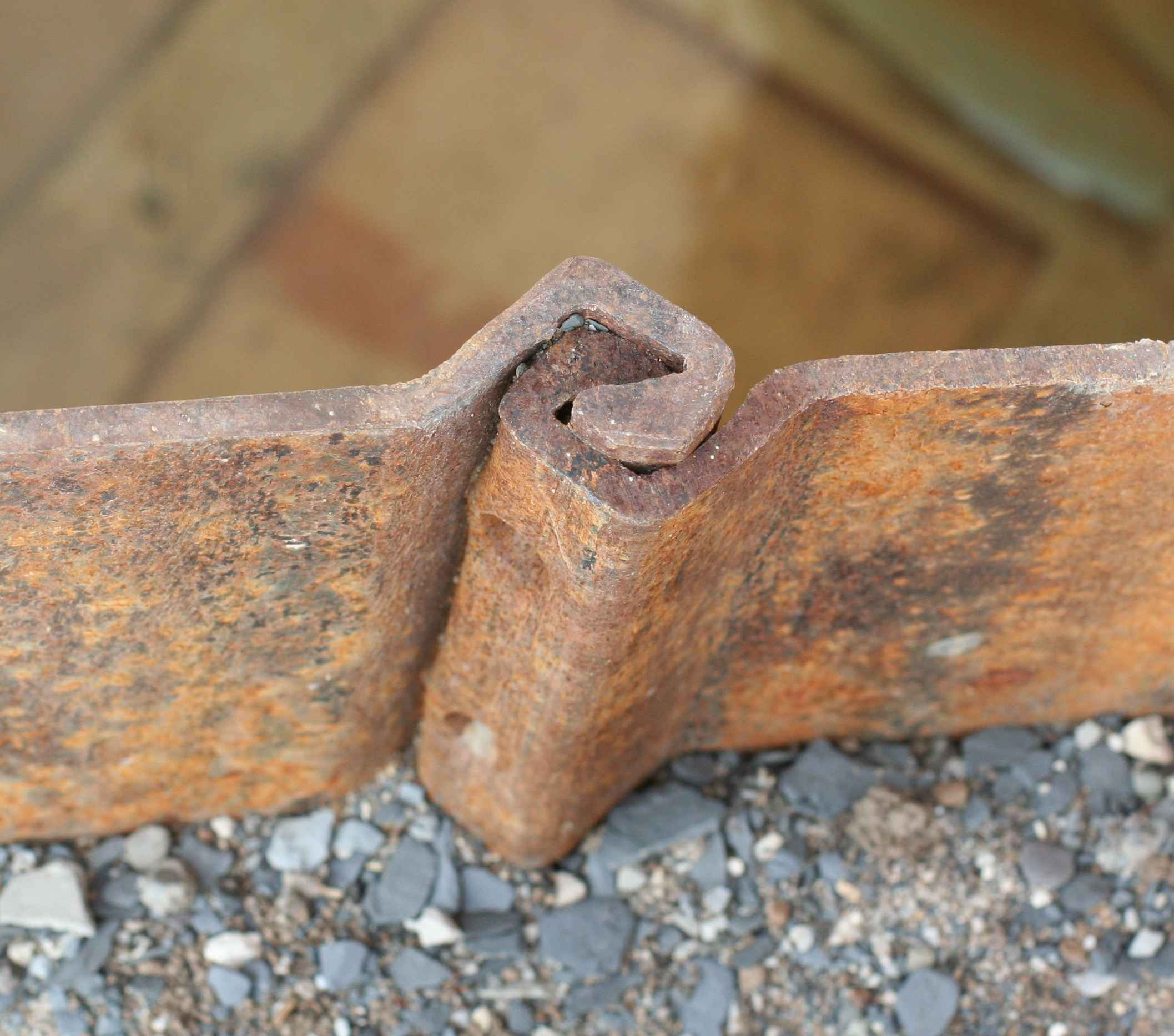
Serrure à la jonction de deux palplanches.

Une palplanche (composé de pal et planche) est une planche servant à consolider une galerie de mine afin d'éviter les éboulements et les routes.
Le mot désigne généralement aujourd'hui un pieu profilé conçu pour être battu en terre ou dans le sédiment et s'enclenchant aux pieux voisins par l'intermédiaire de nervures latérales appelées serrures. 
Les palplanches permettent de constituer un mur de soutènement, un batardeau, une palée ou un écran imperméable.

## Histoire
Les palplanches en bois furent utilisées depuis les Romains (Vitruve : Livre V, Chap. 12) jusqu'au début du XXe siècle pour former des enceintes ou batardeaux à l’intérieur desquels on épuisait l’eau ou bien on coulait du mortier pour poser les fondations d’un ouvrage en rivière ou à la mer (pile de pont, radier d’écluse ou de barrage, etc.). Les serrures devaient être étanchées avec de l’étoupe ou de la bourre de   laine ou de lin. Les palplanches en bois étaient battues avec une sonnette ou un mouton mus par un contrepoids.
Des années 1910 jusqu’aux années 1960, on utilisa également des palplanches en béton armé. Cette solution était économique mais posait deux problèmes :
- il fallait protéger la tête de la palplanche, au contact de l'engin de battage, contre la fissuration, ce qui nécessitait l'interposition d'un capot appelé « casque de battage » ;
- les serrures de ces palplanches étaient rarement bien ajustées entre elles au cours du battage.

Les palplanches en acier ont fait également leur apparition en 1910, mais par suite du coût élevé du métal, elles ne devinrent compétitives en Europe de l’Ouest que dans les années 1960. Les palplanches en acier présentent des avantages exceptionnels qui en font l’un des plus importants matériaux de construction : solidité, élasticité, pérennité, facilité et rapidité de mise en œuvre. 
Leur diffusion s'est accompagnée du développement d'engins de battage nouveaux :
- le mouton Diesel à simple effet, capable d'une cadence de battage de plusieurs dizaines de percussions à la minute ;
- le mouton à silencieux, moins bruyant (comme son nom l'indique) que le précédent ;
- le marteau hydraulique ;
- le trépideur (à air comprimé) exerce une percussion sur la palplanche de telle manière qu’elle s’accompagne de la mise en résonance transversale du module.  Le trépideur est, dans son principe, un mouton à double effet, pour reprendre la terminologie des moteurs à combustion interne ;

- le marteau vibreur ou vibrateur est essentiellement constitué de deux éléments tournant en sens inverse. Ces éléments actionnés soit hydrauliquement, soit électriquement, sont munis de balourds placés toujours symétriquement par rapport à l’axe de symétrie des deux éléments. Le vibreur crée des ondes de flexion longitudinale dans la palplanche qui ont pour effet de remanier les particules de sol au contact du métal, faisant chuter sa cohésion, et permettant un enfoncement très rapide (de l'ordre de quelques décimètres par seconde). On parle alors de vibrofonçage ;
- en contexte urbain, on peut également enfoncer les palplanches en force avec un vérin hydraulique : cette méthode, silencieuse et n'exerçant aucune vibration sur les ouvrages adjacents, entraîne cependant un remaniement du sol susceptible de tassements différentiels à long terme.

## Pose de palplanches

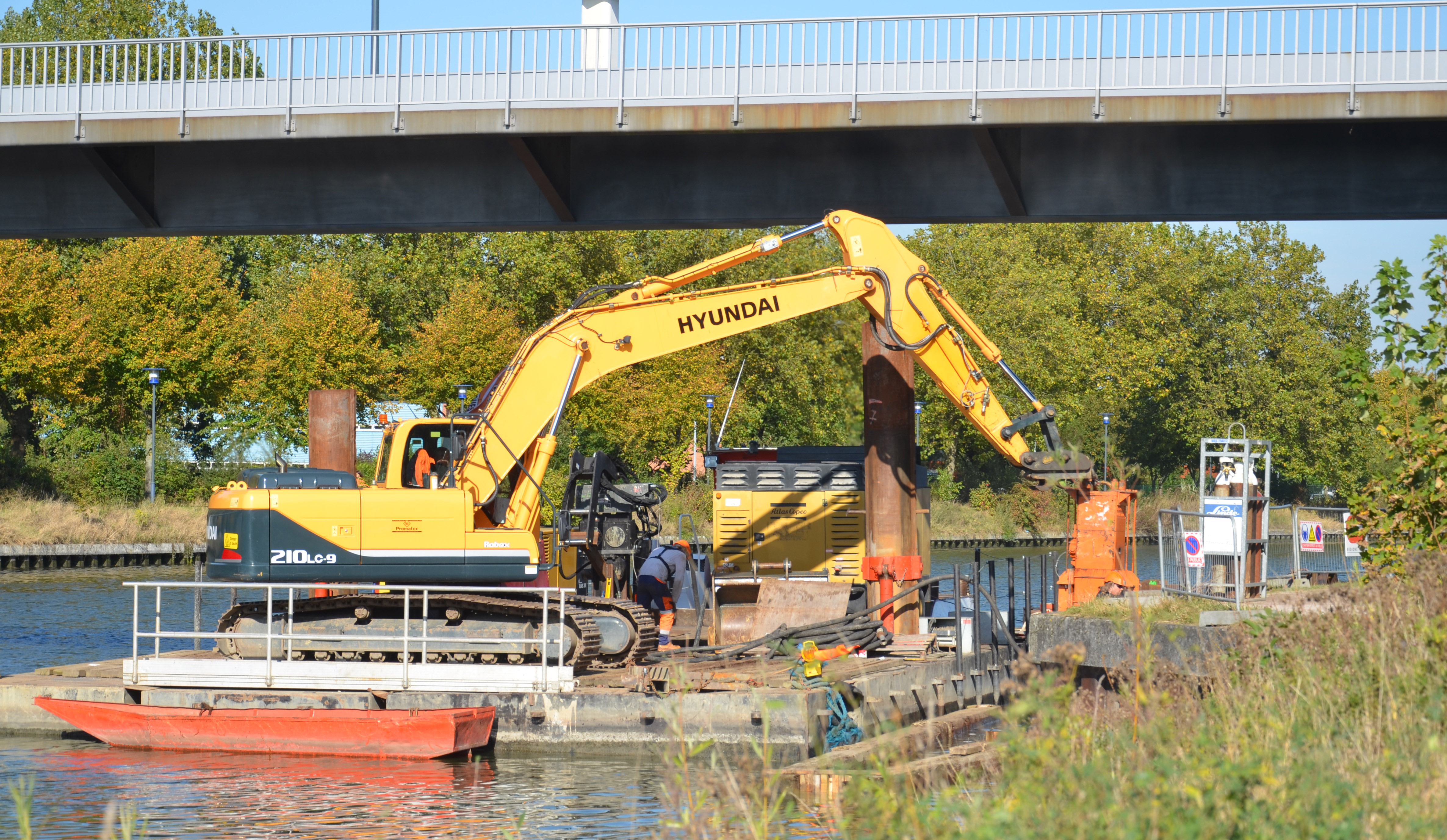
Ponton fixé et grue
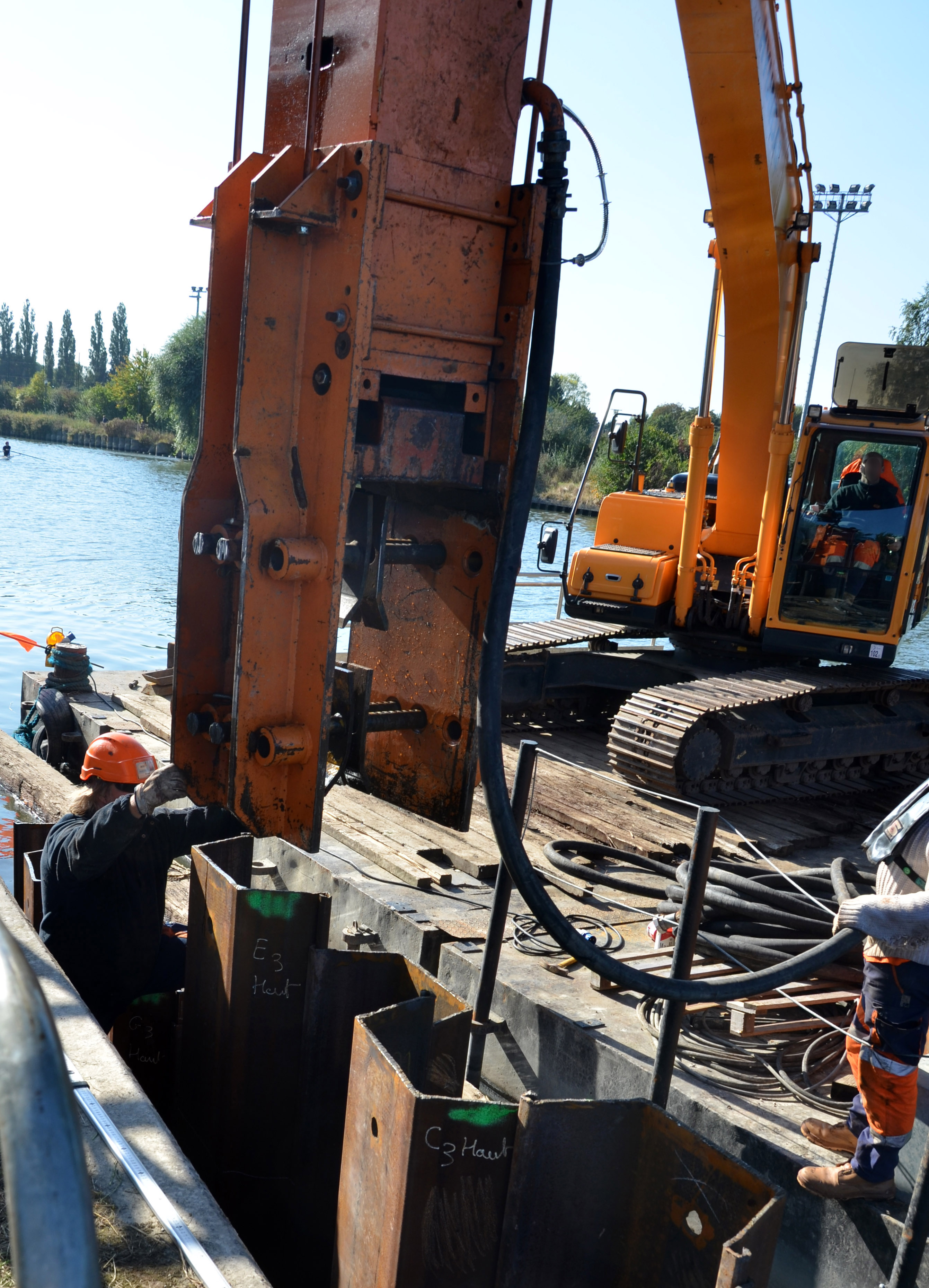
Positionnement du marteau vibreur
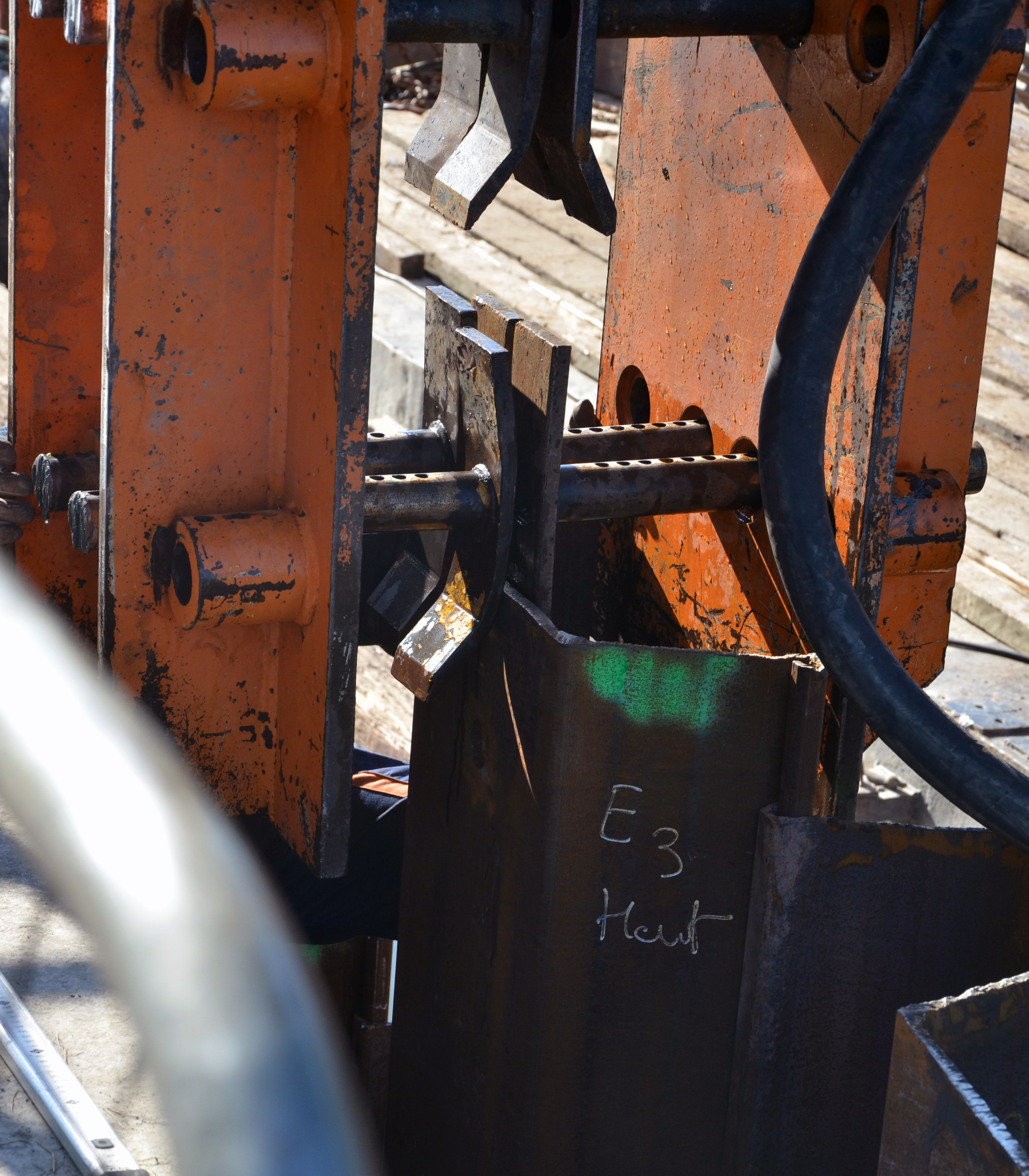
Descente des mâchoires du marteau
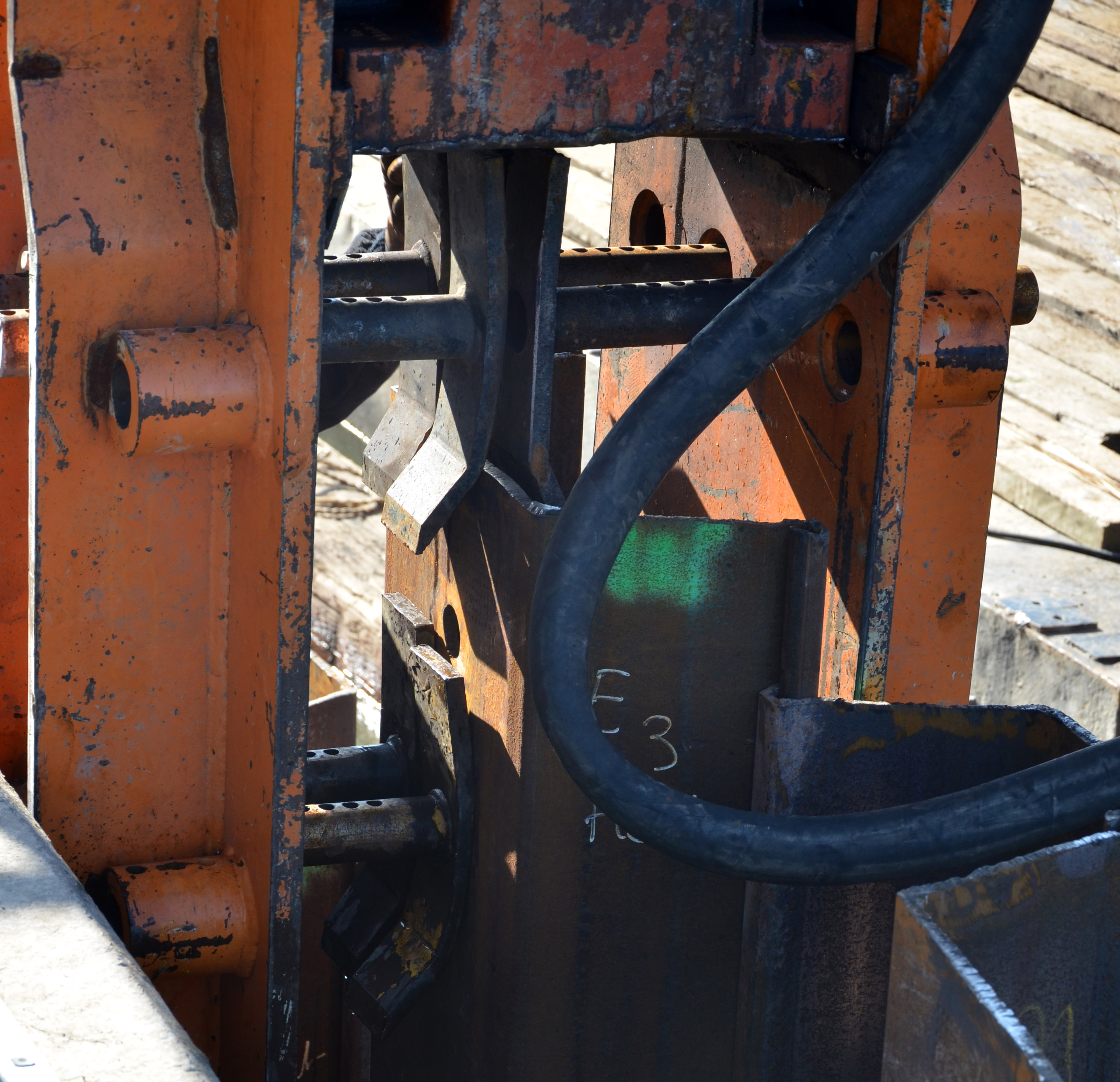
Descente des mâchoires du marteau
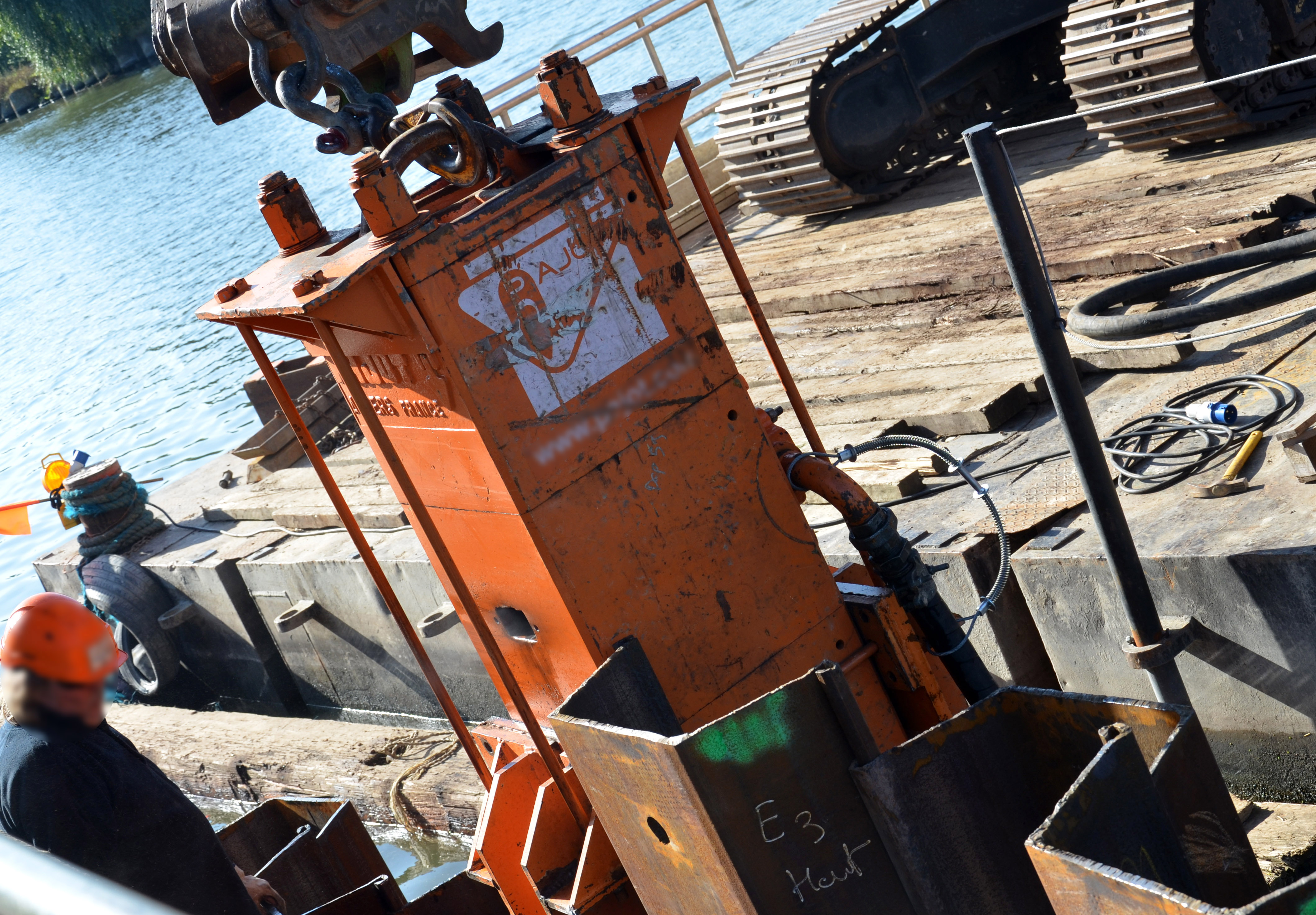
Marteau en action
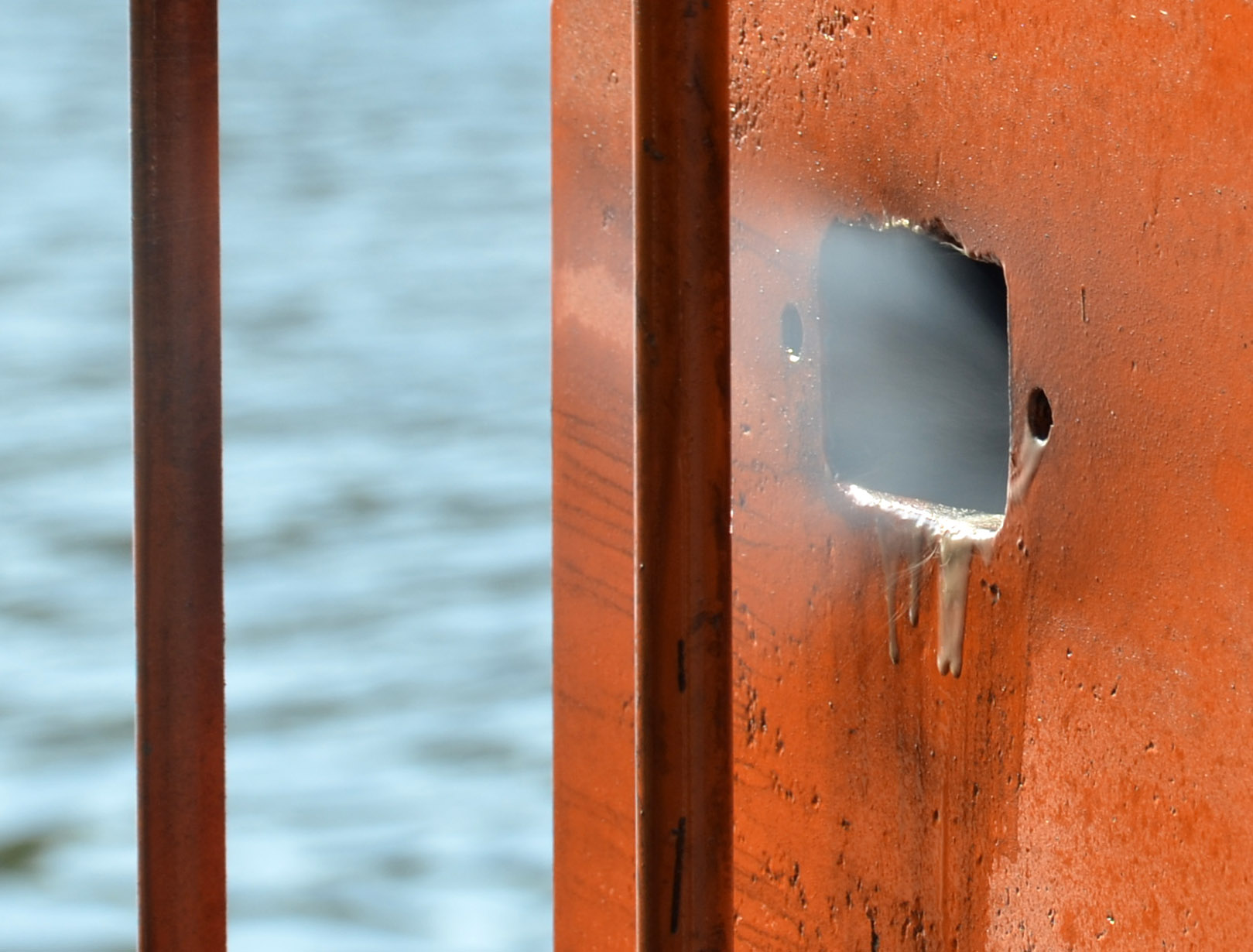
Évacuation du gaz (décompression), avec un peu d'huile